# 坂井市立三国病院
坂井市立三国病院（さかいしりつみくにびょういん）は、福井県坂井市三国町中央1丁目2番34号に所在する坂井市立の病院である。

## 診療科
- 内科
- 小児科
- 外科
- 整形外科
- 脳神経外科
- 産婦人科
- 眼科
- 耳鼻咽喉科
- 皮膚科
- 泌尿器科
- リハビリテーション科
- 放射線科

## 医療機関指定
出典
| 保険医療機関                               | 救急指定病院                                   |
| 労災保険指定病院                           | 母体保護法指定医療機関                         |
| 生活保護法指定医療機関                     | 原子爆弾被爆者一般疾病医療機関                 |
| 指定自立支援医療機関（育成医療・更生医療） | 第一種協定指定医療機関、第二種協定指定医療機関 |

## 交通アクセス
- えちぜん鉄道三国芦原線 三国神社駅下車、約200 m。
- 北陸新幹線・ハピラインふくい線 芦原温泉駅より、京福バス 91系統（金津・本荘線）、またはケイカン交通 乗合タクシー金津・本荘線「三国病院」下車。途中、えちぜん鉄道三国芦原線 本荘駅前を経由する。
- ハピラインふくい線 丸岡駅より、京福バス48系統（三国丸岡線）「三国駅」行きで「三国支所」下車、約150 m。